# ميخايلو كوهان
ميخايلو سيرهيوفيتش كوهان (الأوكرانية: Михайло Срогиович Конан؛ من مواليد 22 يناير 2001) هو لاعب أوكراني متخصص في رياضة رمي المطرقة. حصل على الميدالية البرونزية في دورة الألعاب الأولمبية الصيفية 2024.